# C++20
C++20 je verze normy ISO/IEC 14882 programovacího jazyka C++ z roku 2020, která nahradila předchozí verzi C++17, a později byla sama nahrazena verzí C++23. Technicky byla dopracována skupinou WG21 na zasedání v Praze v únoru 2020, její závěrečná pracovní verze byla ohlášena v březnu 2020, schválena byla 4. září 2020 a publikována v prosinci 2020.

## Vlastnosti
C++20 přidává více nových velkých vlastností než C++14 nebo C++17. Obsahuje mimo jiné následující změny:

### Jazyk
- koncepty,[10] a jejich stručná syntaxe[11]
- moduly[12]
- pojmenované inicializátory (anglicky designated initializers)[13] (založené na vlastnosti z C99 a běžném rozšíření g++)
- [=, this] jako lambda capture[14]
- šablony se seznamem parametrů pro lambda funkce[15]
- třícestné porovnání s použitím operator <=>, který je podle svého vzhledu nazývaný „kosmická loď“
- inicializace dalších proměnných ve for cyklu přes rozsah[16]
- lambda funkce v neevaluovaných kontextech[17][18]
- implicitní konstruovatelné a přiřaditelné bezstavové lambda funkce[17][19]
- umožnění expanze balíčku parametrů zadaných jedním argumentem v lambda init-capture[17][20]
- typy třídy v netypových parametrech šablony; umožnění řetězcových literálů na místě parametrů šablon[21]
- odstranění potřeby typename v určitých místech[22]
- nové standardní atributy [[no_unique_address]],[23] [[likely]] a [[unlikely]][24]
- podmíněný modifikátor explicit závislý na logickém výrazu[25]
- rozšířené constexpr na virtuální funkce,[26] union,[27] try a catch,[28] dynamic_cast a typeid,[29] std::pointer_traits[30]
- bezprostřední funkce používající nové klíčové slovo consteval[31]
- celá čísla se znaménkem jsou nyní definována tak, že jsou reprezentována pomocí dvojkového doplňku (přetečení při výpočtu s celými čísly se znaménkem zůstává nedefinovaným chováním)[32]
- upravený paměťový model[33]
- různé vylepšení strukturovaných vazeb (interakce s lambda captures, třídy paměti static a thread_local)[34][35]
- korutiny[36]
- using na enum výčty s rozsahem platnosti[37]
- klíčové slovo constinit[38]

### Knihovna
- rozsahy (podle One Ranges Proposal)[39]
- std::make_shared a std::allocate_shared pro pole[40]
- atomické chytré ukazatele (např. std::atomic<shared_ptr<T>> a std::atomic<weak_ptr<T>>)[41]
- std::to_address pro konverzi ukazatelů na syrový ukazatel[42]
- doplňky pro práci s kalendářem a časovými zónami v <chrono>[43]
- std::span poskytující pohled na souvislá pole (podobný std::string_view s možností, aby span modifikoval referencovanou posloupnost)[44]
- std::erase a std::erase_if pro zjednodušení rušení prvků ve většině standardních kontejnerů[45]
- hlavičkový soubor <version>[46]
- std::bit_cast<> pro změnu typové reprezentace objektu, méně upovídané než memcpy() a schopnější využívat vnitřní vlastnosti překladače[47]
- makra pro testování rysů (features)[48]
- doplnění chybějících constexpr na různých místech v knihovně[49]
- vytváření chytrých ukazatelů s implicitní inicializací[50]
- metoda contains pro asociativní kontejnery[51]
- bitové operace, např. pro počet úvodních nul nebo jedniček,[52] a log2 operace[53][54][55]
- std::bind_front[56]

### Nová a změněná klíčová slova
Bylo přidáno mnoho nových klíčových slov (a nový operátor „kosmické lodi“, operator <=>), např. concept, constinit, consteval, co_await, co_return, co_yield, requires (a změněn význam slova export), a char8_t (pro podporu UTF-8). explicit může od C++20 používat výraz. Většina použití klíčového slova volatile je nedoporučovaná.
Kromě nových klíčových slov byly zavedeny identifikátory se speciálním významem, včetně import a module.
Nové atributy v C++20:
[[likely]], [[unlikely]]  a [[no_unique_address]]

### Odstraněné a nedoporučované vlastnosti
Odstraněné vlastnosti:
- Hlavičkové soubory převzaté z jazyka C <ccomplex>, <ciso646>, <cstdalign>, <cstdbool> a <ctgmath> byly odstraněny, protože v C++ nemají smysl. (Odpovídající hlavičkové soubory <*.h> zůstávají pro kompatibilitu s jazykem C.)
- Použití throw() jako specifikace výjimky bylo odstraněno.
- Byly odstraněny některé dříve nedoporučované vlastnosti knihovny, mj. std::uncaught_exception,  std::raw_storage_iterator, std::is_literal_type, std::is_literal_type_v, std::result_of a std::result_of_t.

Nedoporučované vlastnosti:
- Použití operátoru čárka v indexových výrazech je nyní nedoporučované[62]
- (Většina použití) volatile je nedoporučovaná[59]

## Publikováno jako Technické specifikace (TS)
- TS paralelismus v2[63] (včetně task bloků)
- Reflexe TS v1[64]
- TS sítě v1[65]

## Odloženo do pozdějších verzí
- Byla založena nová studijní skupina (SG21) pro práci na novém návrhu kontraktů[66]
- Reflexe[67][68]
- Metaclasses[69]
- Exekutory[70]
- Síťová rozšíření,[71][72] včetně asynchronních operací, základní V/V služby, časovače, buffery a proudy pracující s buffery, sokety a internetovými protokoly (blokované exekutory)
- Vlastnosti[73]
- Rozšířeny futures[74]

## Podpora překladačů
Plný podpora
- Visual Studio 2019 podporuje od verze 16.10.0 všechny vlastnosti C++20 při použití volby /std:c++latest.[76] Volba /std:c++20 povolující režim C++20 byla přidána ve verzi 16.11.0.[77][78]

Překladač Microsoftu podporuje nejen Windows, ale také Linux, Android a iOS. Pro vývoj v Linuxu však vyžaduje rozšíření „Visual C++ for Linux Development“.
Částečný
- Clang má částečnou podporu C++20, kterou lze povolit volbou -std=c++20 (od verze 10) nebo -std=c++2a (do verze 9).[80]
- Překladač EDG začal implementovat vlastnosti C++20 ve verzi 5.0 a od verze 6.1 podporuje většinu jazykových vlastností jádra C++20.[81]
- GCC má částečnou, experimentální podporu C++20 od roku 2017[82] ve verzi 8 volba -std=c++2a. Stejně jako Clang nahradilo GCC ve verzi 10 tuto volbu volbou -std=c++20. Existuje také volba pro povolení GNU rozšíření kromě experimentální podpory C++20, -std=gnu++20.[83]

## Historie
Změny provedené v pracovní verzi C++20 v červenci 2017 (Toronto) zahrnují:
- koncepty (do normy se dostala ořezaná verze; označovaná jako „Concepts Lite“[85])
- pojmenované inicializátory
- [=, this] jako lambda capture
- šablony se seznamem parametrů pro lambda funkce
- std::make_shared a std::allocate_shared pro pole

Změny provedené v pracovní verzi C++20 na podzimním zasedání v listopadu 2017 v Albuquerque zahrnují:
- trojcestné porovnání pomocí operátoru „kosmické lodi“ operator <=>
- inicializace další proměnné ve for cyklu přes rozsah
- lambda funkce v neevaluovaných kontextech
- implicitní konstruovatelné a přiřaditelné bezstavové lambda funkce
- umožnění expanze balíčku parametrů zadaných jedním argumentem v lambda init-capture
- řetězcové literály jako parametry šablon
- atomické chytré ukazatele (např. std::atomic<shared_ptr<T>> a std::atomic<weak_ptr<T>>)
- std::to_address pro konvertování ukazatelů na syrový ukazatel

Změny provedené v pracovní verzi C++20 v březnu 2018 v Jacksonville zahrnují:
- odstranění potřeby typename v určitých místech
- nové standardní atributy [[no_unique_address]], [[likely]] a [[unlikely]]
- doplňky kalendáře a časových zón v <chrono>
- std::span umožňuje pohledy na souvislé pole (podobně jako std::string_view ale span může referencovanou posloupnost modifikovat)
- hlavičkový soubor <version>

Změny provedené v pracovní verzi C++20 na letním zasedání v červnu 2018 v Rapperswilu zahrnují:
- kontrakty (později odložené do pozdější verze)[90]
- makra pro testy rysů
- std::bit_cast<> pro změnu typové reprezentace objektu, méně upovídané než memcpy() a schopnější využívat vnitřní vlastnosti překladače
- podmíněné explicit, umožňuje explicitní modifikátor závislý na logickém výrazu
- constexpr virtuální funkce

Změny provedené v pracovní verzi C++20 na podzimním zasedání v listopadu 2018 (San Diego) zahrnují:
- rozsahy (The One Ranges Proposal)
- stručná syntaxe konceptů
- constexpr union, try a catch, dynamic_cast, typeid a std::pointer_traits.
- přidání různých constexpr do knihovny
- bezprostřední funkce používající nové klíčové slovo consteval
- Celá čísla se znaménkem jsou nyní definována tak, že jsou reprezentována pomocí dvojkového doplňku (přetečení při výpočtu s celými čísly se znaménkem zůstává nedefinovaným chováním)
- zjemnění nástrojů pro kontrakty (řízení přístupu v podmínkách kontraktu)[92] (viz seznam vlastností odložených do pozdějších verzí)
- upravený paměťový model
- vytvoření chytrých ukazatelů s implicitní inicializací

Změny provedené v pracovní verzi C++20 při zimním zasedání v únoru 2019 (Kona) zahrnují:
- korutiny
- moduly
- různá vylepšení strukturovaných vazeb (interakce s lambda captures, třídy paměti static a thread_local)

Změny provedené v pracovní verzi C++20 na letním zasedání v červenci 2019 (Kolín nad Rýnem) zahrnují:
- kontrakty byly odstraněny (viz seznam vlastností odložených do pozdějších verzí)[100]
- použití operátoru čárky ve výrazech v indexu je nedoporučované[62]
- doplňky constexpr (triviální implicitní inicializace,[101] neevaluovaná inline montáž[102])
- using na enum výčty s rozsahem platnosti[37]
- různé změny operátoru <=>[103][104]
- DR: menší změny modulů[105]
- klíčové slovo constinit
- změny v konceptech (odstranění -> Type požadavků na návratový typ[106])
- většina použití volatile je nedoporučovaná[59]
- DR: [[nodiscard]] efekty na konstruktory[107]
- Nové koncepty ve standardní knihovně nebudou používat PascalCase (ale standard_case, jako zbytek standardní knihovny)[108]
- formátování textu (std::format, [109][110] chrono integrace,[111] oprava mezních případů v printf[112])
- bitové operace[52]
- constexpr INVOKE[113]
- matematické konstanty[114]
- doplňky konzistence k atomic (std::atomic_ref<T>,[115] std::atomic<std::shared_ptr<T>>[116])
- do standardní knihovny přidán operátor <=>[117]
- hlavičkové jednotky pro standardní knihovna[118]
- synchronizační nástroje[119] (sloučeny z: Efficient atomic waiting and semaphores,[120] latches and bariers,[121] Zlepšení atomic_flag,[122] Don't Make C++ Unimplementable On Small CPUs[123])
- std::source_location[124]
- constexpr kontejnery (std::string,[125] std::vector[126])
- std::stop_token a spojování vláken (std::jthread)[127]

Změny uplatněné při řešení připomínek NB na podzimním zasedání v listopadu 2019 (Belfast) zahrnují:
- Typy tříd v parametrech netypové šablony (Non-Type Template Parameters, NTTP): Omezení, že není povolen žádný uživatelem definovaný operator== bylo odstraněno, protože význam rovnosti argumentů šablony byl oddělen od operator==.[132] Lze použít také pro prvky pole v NTTP typu třídy.
- Typy s pohyblivou řádovou čárkou,[133] ukazatele a reference a sjednocení a třídy podobné sjednocení (typy tříd obsahující anonymní sjednocení) jsou nyní možné jako NTTP.
- Identita funkcí nyní zahrnuje také koncové klauze requires (P1971)
- Omezené funkce, které nejsou šablonami, byly odstraněny
- <compare> je nyní dostupné v samostatné implementaci[134]
- typedef std::span byl změněn z index_type na size_type, aby byl konzistentní se zbytkem standardní knihovny[135]
- Konceptové rysy byly přejmenovány, aby odpovídaly přejmenování konceptů, jak bylo schváleno na zasedání v Kolíně nad Rýnem
- Několik oprav a doplňků rozsahů (P1456R1: pohledy prouze pro přesun,[136] P1391R4: konstruktor rozsahu pro std::string_view (konstruktor z dvojice iterátorů znaků),[137] P1394R4: konstruktor rozsahu pro std::span<ref>,[138] P1870R1: forwardování rozsahu<T> je příliš křehké[139])
- Inicializace std::atomic<T> byla změněna, aby fungovala s implicitní inicializací a seznamovou inicializací,[140] std::latch a std::barrier mohou nyní zjistit maximální počet vláken, které implementace podporuje pomocí nové členské funkce max()
- std::weak_equality a std::strong_equality byly odstraněny, protože nejsou vůbec používány
- Algoritmům v <numeric> bylo doplněno constexpr
- Chybějící makra pro test rysů pro vlastnosti nové nebo změněné v C++20 byla doplněna[141]